# Palais Strozzi Gaddi Niccolini
Le Palais Gaddi Niccolini Strozzi est un palais de la Haute Renaissance à Rome. Il est situé Via del Banco di Santo Spirito, et a été érigé pour le banquier florentin Luigi Taddeo Gaddi en 1528. L'attribution à Jacopo Sansovino est controversée .